# 2033年10月8日月食
2033年10月8日月食为一次將在协调世界时2033年10月8日出現的月全食。該次月食半影食分為2.331、全影食分為1.355。偏食維持了102分，全食維持40分。

## 概述
這次月食的食分是0.96，偏食維持了102分，全食維持40分。

## 基本參數
- 類型：月全食
- 食甚資料：
  - 日期：2033年10月8日
  - 時間：10:55
  - 月球位置：赤經0.96度、赤緯5.8度
  - 食分：半影食分：2.331、全影食分：1.355
  - 持續時間：偏食102分、全食40分

## 外部連結
- NASA月食專頁（页面存档备份，存于）（英文）